# Abbaye de Beaugerais
Vous lisez un « bon article » labellisé en 2016.
L’abbaye de Beaugerais (ou abbaye de Baugerais) est une ancienne abbaye cistercienne, située sur le territoire de l'actuelle commune de Loché-sur-Indrois, dans le département d'Indre-et-Loire, en France.
Fondée au milieu du XIIe siècle par un ermite qui bénéficie de l'appui des augustins de l'abbaye de Sainte-Barbe-en-Auge (Mézidon-Canon, département du Calvados), elle passe très vite sous le contrôle des cisterciens de l'abbaye de Louroux ; s'ensuivent alors deux siècles de richesse, grâce aux nombreux dons des seigneurs et des riches propriétaires, mais Beaugerais est implantée dans une zone géographique où abbayes et prieurés sont déjà nombreux, ce qui occasionne certains « conflits de voisinage ». Dès la première moitié du XIVe siècle, la situation change du tout au tout : arrêt des dons, nécessité pour l'abbaye de participer financièrement à la guerre de Cent Ans, pillage et possible destruction partielle des bâtiments par les Anglais dans les années 1360, ou en tout cas réaménagement en profondeur des bâtiments avec construction d'une nouvelle abbatiale. Un siècle plus tard, l'abbaye de Beaugerais passe sous le régime de la commende, l'un de ses plus célèbres abbés étant au XVIIe siècle Michel de Marolles. Elle se redresse temporairement, ses bâtiments sont reconstruits mais le nombre de ses moines diminue inexorablement. Lorsque survient la Révolution française, ils ne sont plus que deux. L'abbaye est vendue comme bien national en 1792 et la plupart des bâtiments détruits moins de dix ans plus tard.
Au XXIe siècle, il ne reste des bâtiments de Beaugerais que la nef de la première abbatiale amputée de l'une de ses travées — le chœur et le transept ont disparu —, quelques pans de murs attribuables à une seconde abbatiale et une toute petite partie du cloître. Ces vestiges sont inscrits au titre des monuments historiques.

## Localisation
L'abbaye de Beaugerais se trouve, dans la géographie contemporaine, dans la partie sud-ouest du vaste territoire de la commune de Loché-sur-Indrois,), à 4,5 km au sud-sud-ouest du chef-lieu communal et à 1,5 km au nord-est de la limite communale avec Saint-Cyran-du-Jambot dans le département voisin de l'Indre, ces distances étant indiquées « à vol d'oiseau ».

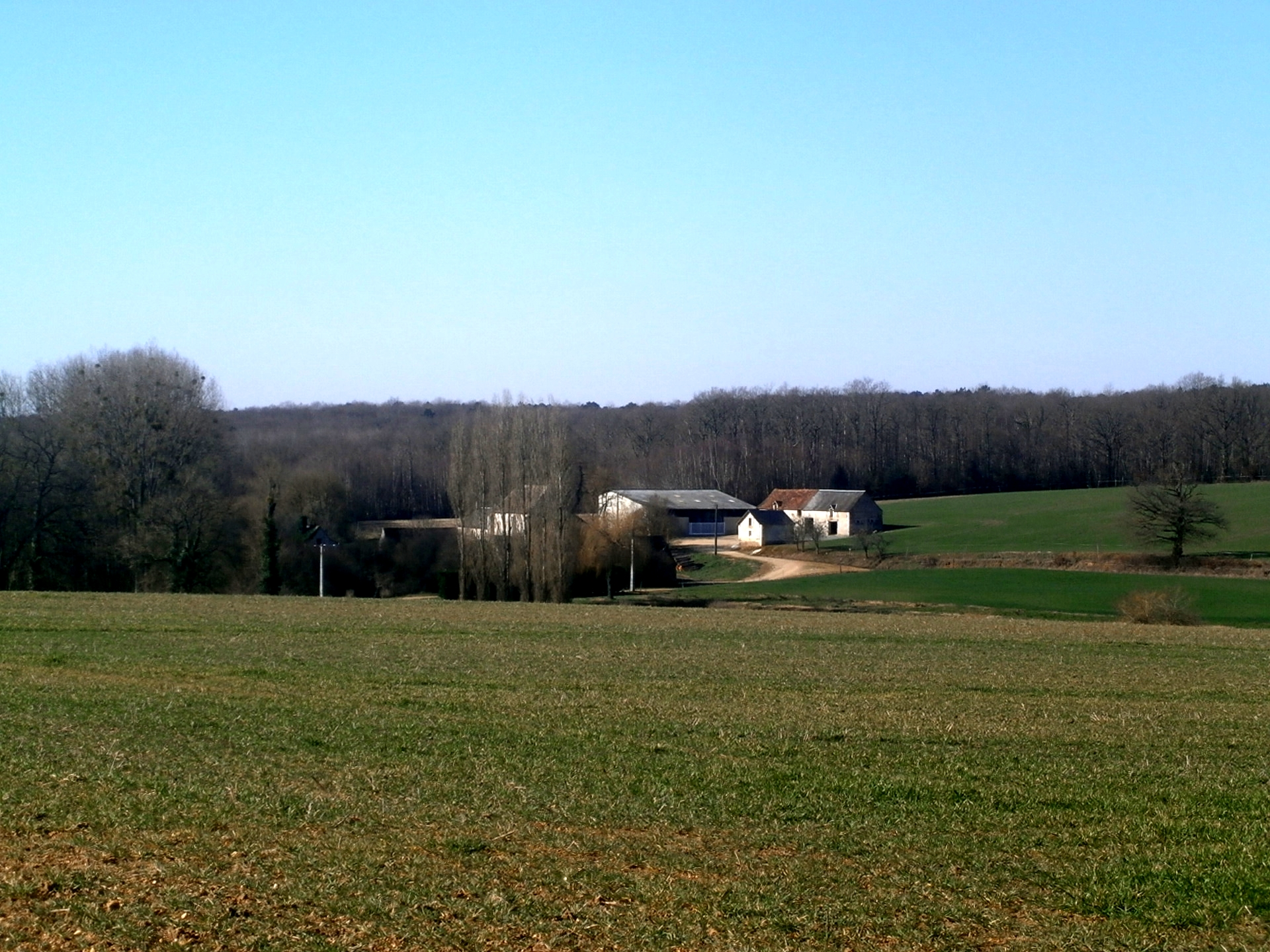
Le site de l'abbaye à l'orée des bois de Beaugerais.

L'abbaye est implantée en léger surplomb du ruisseau de Beaugerais, en bordure des bois de Beaugerais, dernière avancée de la forêt de Loches. Au moment de la fondation de l'établissement, la forêt était beaucoup plus présente dans l'environnement immédiat de Beaugerais, mais elle a été défrichée à l'initiative de ses moines ; l'abbaye était alors directement desservie par le chemin de Montrésor à Châtillon-sur-Indre, encore visible sur le cadastre napoléonien, ce qui relativisait son isolement, plus important au XXIe siècle puisque cette voie est réduite à un simple sentier et que l'accès au site se fait par un chemin en impasse embranché sur la route de Loché-sur-Indrois à Châtillon-sur-Indre. Ce chemin était d'ailleurs probablement emprunté par des pèlerins se rendant du nord de la France à Saint-Jacques-de-Compostelle via Orléans et Limoges.

## Histoire

### Toponymie
Le nom de Beaugerais pourrait être une évolution du gaulois *balcos désignant le gîte de boue et de végétation foulée d'un animal sauvage ; il pourrait être également dérivé de l'anthroponyme Bauger, fréquent dans la région. Le même toponyme Beaugerais se retrouve à Argy et à Arpheuilles, dans l'Indre, où il désigne justement d'anciennes possessions de l'abbaye cistercienne de Loché.

### Fondation
Au début des années 1150, un nommé Serlon et quelques compagnons s'installent, dans des conditions encore mal connues, en lisière de la forêt de Loches, peut-être sur les bords du ruisseau de Beaugerais. La proximité d'un chemin de pèlerinage a peut-être été un des éléments présidant au choix de ce lieu, les ermites servant à l'occasion de guide aux voyageurs traversant la forêt, moyennant aumône. Dès 1153, cette installation est confirmée par les donations faites par quatre chevaliers locaux partant pour la Terre sainte après la deuxième croisade, Renaud de Sennevières, Ulric de Châtillon, Archambaud d'Argy et Guillaume de Montrésor et par d'autres notables locaux,, au nombre d'une quarantaine ; Barthélémy, peut-être le curé de la paroisse de Loché, intervient également dans cette fondation. Peu de temps après, des chanoines augustins de Sainte-Barbe-en-Auge (Mézidon-Canon) viennent renforcer cet ermitage qui se transforme en monastère, ce que confirme une charte d'Henri II d'Angleterre qui mentionne le lieu sous le nom de Baugeseyum.
Dès 1172, la situation spirituelle et matérielle du nouveau monastère semble être précaire, tant en raison de dissensions apparues entre les moines sur l'orientation à donner à leur communauté qu'à cause des faibles moyens dont elle dispose. Les cisterciens de Louroux sont alors sollicités pour venir en aide à Beaugerais. C'est une véritable refondation, qui a lieu à une date non définie entre 1177 et 1189, s'accompagnant probablement d'une translation du site de l'abbaye dans de nouveaux bâtiments un peu plus à l'écart du ruisseau, l'affiliation à l'ordre cistercien ayant peut-être été la condition imposée pour le relèvement matériel de l'abbaye,. Une charte établit après coup les nouveaux droits des moines ; elle est rédigée solennellement et signée par le roi d'Angleterre, Henri II, qui règne alors sur la moitié Ouest de la France,. L'abbatiale a pu être consacrée en 1184, comme son maître-autel ; il est toutefois possible qu'à cette date la construction de l'abbatiale n'était pas terminée, mais que son chœur était bâti et que la consécration de son autel permettait d'y célébrer des offices. L'église aurait été, à cette occasion, pourvue de reliques de saint Eusice de Selles-en-Berry, saint Julien du Mans et saint Ours de Loches, mais aussi de Thomas Becket et de la Sainte Croix.

### Prospérité initiale
- ■ : Abbaye de Beaugerais
- ● : Abbayes et prieurés non rattachés à Beaugerais

Les dépendances de Beaugerais vers 1630.
Paroisse du Berry (commune de l'Indre)
Paroisse de Touraine (commune de l'Indre)
Paroisse de Touraine (commune d'Indre-et-Loire)

Le nombre de moines présents à l'origine n'est pas précisé. Cependant, la Carta Caritatis (« charte de charité ») rédigée sous la conduite d'Étienne Harding précise bien que toute nouvelle fondation, pour pouvoir être qualifiée d'« abbaye », doit être desservie, en plus de l'abbé, par douze moines (sans compter les frères convers).
L'abbaye bénéfice de nombreux dons (fermes, terres) de la part des seigneurs des alentours, et ses possessions s'étendent bien au-delà de l'actuel département d'Indre-et-Loire, puisqu'elle contrôle des domaines dans l'Indre berrichonne. Toutefois, les abbayes du Landais (à Frédille) et de Barzelle (à Poulaines), autres fondations cisterciennes de l'Indre, semblent s'inquiéter de la présence de cette nouvelle venue ; aux termes d'une convention signée dès 1171, elles font en sorte que les possessions de Beaugerais ne puissent plus s'étendre dans leur direction et s'engagent en échange à ne pas se développer vers Beaugerais, sans toutefois remettre en cause les donations faites par le passé,. Comme d'autre part la chartreuse du Liget, également créée à l'initiative d'Henri II, l'abbaye Saint-Sauveur de Villeloin, fondée au IXe siècle, et le prieuré grandmontain de Villiers, contemporain de Beaugerais, verrouillent déjà l'accès aux territoires vers le nord, les dons faits à Beaugerais se concentrent surtout vers l'ouest et dans la vallée de l'Indre, vers le sud-ouest. Le schéma « Les dépendances de Beaugerais vers 1630 », bien que réalisé à partir de données de l'époque moderne, montre comment les territoires de Beaugerais s'insèrent dans le réseau monastique existant. Outre ses nombreuses possessions territoriales, l'abbaye fait également l'acquisition d'une importante bibliothèque, trouvée pour bonne partie à Caen avant la fin du XIIe siècle,, par Geoffroy de Breteuil, prieur de Beaugerais venu de Sainte-Barbe-en-Auge et mort en 1194. La correspondance échangée entre Geoffroy de Breteuil et Jean, premier abbé de Beaugerais, donne de précieux renseignements sur les premiers temps de l'abbaye.
Pendant tout le XIIIe siècle, les dons faits à l'abbaye se poursuivent, de la part de seigneurs berrichons ou tourangeaux,, mais il est difficile d'en faire un inventaire précis et détaillé à une date donnée car Beaugerais en cède une partie au fur et à mesure des donations, moyennant rente.

### Difficultés financières et conflits
Dès le début du XIVe siècle, les dons faits à l'abbaye diminuent ; les abbés doivent en outre se montrer insistants pour recouvrer les sommes qui sont dues à l'abbaye et qui sont nécessaires, entre autres, à l'entretien et au réaménagement des bâtiments ; certains d'entre eux, comme Denis au début de XIVe siècle, le font de telle sorte (menaces d'excommunication, exigences exagérées) qu'une lettre de Philippe le Bel est nécessaire pour les inciter à l'usage de méthodes plus « douces ». Vers le milieu du XIVe siècle, les dons faits à l'abbaye cessent définitivement, alors que le monastère doit payer au royaume des taxes pour financer la guerre de Cent Ans. Beaugerais subit directement les conséquences de ce conflit, ses bâtiments étant dévastés — leur destruction partielle, mentionnée dans des chroniques de l'époque, ne peut pas être attestée par les sources archéologiques disponibles — et les moines certainement contraints de se réfugier dans l'une des possessions de l'abbaye à Beaulieu-lès-Loches. Par une charte du 23 août 1438, le roi Charles VII accorde à Beaugerais le droit d'édifier des fortifications pour protéger l'abbaye ; il n'est pas avéré, en l'absence totale de vestiges, que cette autorisation ait été suivie d'effet, même si d'autres lettres de Charles VII portent Jean de Prie à la capitainerie de la forteresse.
En 1333, un document recensant les moyens financiers de toutes les abbayes cisterciennes du royaume de France, en vertu de leur participation à la décime, révèle que Beaugerais fait partie d'un groupe, comptant une vingtaine d'abbayes masculines (sur près de deux cents), dont le paiement de la taxe atteint juste cent sous annuels ; ce qui la classe parmi les plus pauvres établissements bernardins français.

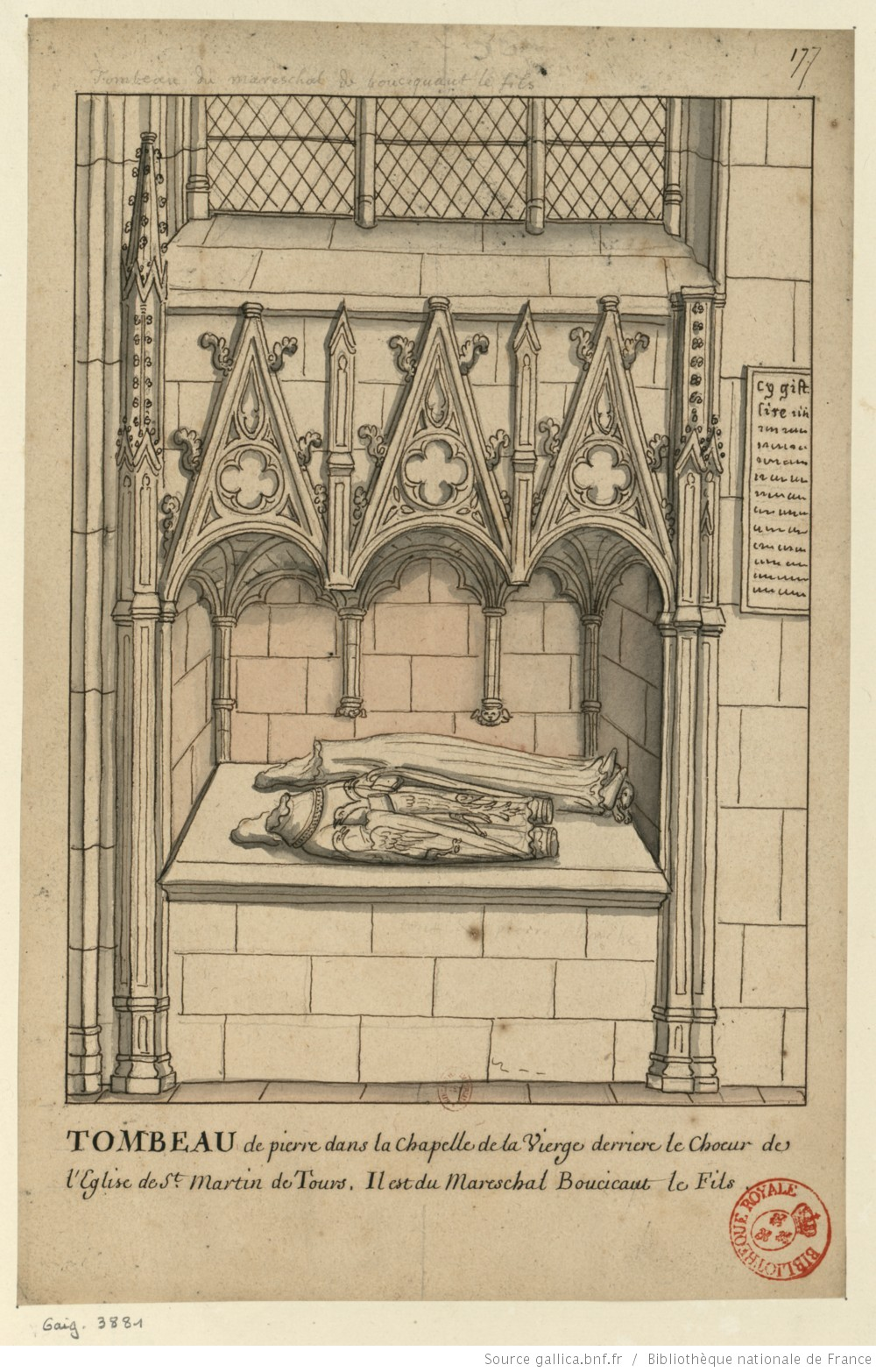
Représentation de l'enfeu de Jean II Le Meingre, dit Boucicaut,
ancienne basilique Saint-Martin de Tours.

La situation financière de l'abbaye au XVe siècle est réellement préoccupante : vers 1450, devant faire face à d'importants travaux de réparation des bâtiments, elle ne peut contribuer qu'à hauteur de 30 sous à une demande d'aide financière de la part de l'abbé général de Cîteaux et elle est à plusieurs reprises exemptée de diverses taxes et contributions. Dès cette époque – et la situation perdurera au fil des siècles –, des conflits se font jour entre les moines de l'abbaye et les membres du clergé séculier de la paroisse de Loché, chacun tenant à préserver ses prérogatives dans le domaine des processions, des fêtes, des sépultures, mais surtout en ce qui concerne les taxes à percevoir.
Les plus récentes études (1998-1999) et la relecture des textes anciens suggèrent que la première église, celle dont la nef est parvenue jusqu'au XXIe siècle, a été désaffectée à une époque relativement ancienne (XIVe ou XVe siècle) et réaménagée en plusieurs niveaux avec construction de planchers ; l'aménagement d'un évier en pierre montre que son nouvel usage est domestique. Une autre abbatiale, plus vaste mais dont les dispositions sont inconnues, est édifiée à la place de son transept et de sa nef ; elle a presque totalement disparu. Les raisons ayant conduit à ce transfert du lieu de culte restent à définir, la vétusté de l'édifice d'origine ne semblant pas devoir être invoquée. En outre, aucun lien n'est formellement établi entre ces restructurations et les éventuels dégâts liés à la guerre de Cent Ans.
Selon une tradition ancienne non attestée, l'abbatiale aurait été le tombeau de Jean II Le Meingre, dit maréchal de Boucicaut ou de Boucicault, mort en 1421. Jacques-Xavier Carré de Busserolle précise même que, « d'après la tradition », le tombeau aurait été détruit en 1789 et les ossements enfouis dans une fosse. La plupart des auteurs s'accordent cependant pour reconnaître que Boucicaut a été inhumé dans la basilique Saint-Martin de Tours, où son tombeau a été décrit dans la chapelle axiale du chœur. D'autres historiens soutiennent une troisième thèse, celle d'une inhumation du corps dans la basilique Saint-Martin après que le cœur eut été prélevé pour être déposé à Beaugerais.

### Régime de la commende

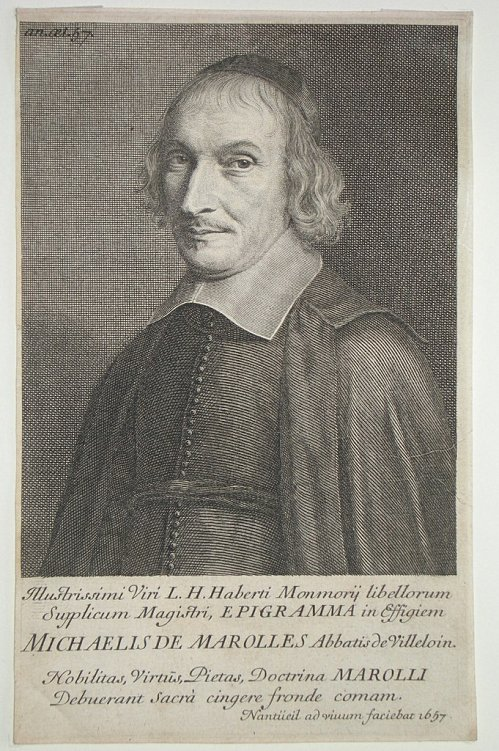
Michel de Marolles.

Comme la quasi-totalité des abbayes à la même époque, vers la fin du Moyen Âge, celle de Beaugerais passe sous le régime de la commende, probablement en 1473. Ce nouveau régime est en général peu favorable aux abbayes dont les abbés commendataires, qu'ils soient religieux ou laïcs, utilisent pour leur propre usage une partie des revenus de la communauté ; ne résidant pas sur place, ils délèguent en général au prieur le soin d'administrer de fait l'abbaye.
L'une des rares mentions des guerres de Religion dans l'histoire de Loché-sur-Indrois concerne Beaugerais : Claude de la Rue, abbé commendataire nommé en 1552, se convertit au protestantisme en 1560 mais n'abandonne sa charge que quelques années après. Michel de Marolles n'a que neuf ans lors de sa nomination en 1609, et c'est probablement sa famille qui gère l'abbaye pendant son enfance. Devenu adulte et bien qu'abbé commendataire, il prend sa tâche très au sérieux, au moins dans un premier temps : c'est lui qui ordonne la reconstruction d'une partie des bâtiments. Vers cette époque, six ou sept moines au moins vivent à l'abbaye (Michel de Marolles évoque un dortoir de dix cellules), nombre qui tombe à trois au début du XVIIIe siècle. L'abbaye de Beaugerais est géographiquement proche de l'abbaye bénédictine Saint-Sauveur de Villeloin (10 km à vol d'oiseau) et ces deux monastères, bien que relevant d'ordres différents, ont la particularité d'avoir, à partir de 1626, le même abbé commendataire en la personne de Michel de Marolles. Toutefois, assez vite, ce dernier semble délaisser Beaugerais au profit de Villeloin, abbaye au sein de laquelle l'abbé mondain, qui aime fréquenter la noblesse, se sent plus à l'aise.

### Révolution et fin de l'abbaye

Armoiries de l'abbaye de Beaugerais au XVIIIe siècle.

En 1762, le revenu total de l'abbaye de Beaugerais s'élève à 7 300 livres par an alors que celui de Villeloin se monte à 18 000 livres par an ; douze ans plus tard, les abbés commendataires de ces deux établissements reçoivent respectivement 2 000 et 4 000 livres par an. À la Révolution, l'abbaye de Beaugerais est fermée — après inventaire d'un mobilier qui semble être réduit, les scellés sont apposés le 12 novembre 1790 — et les deux derniers moines, âgés de soixante-et-onze (le prieur) et cinquante-cinq ans, quittent l'abbaye en échange d'une pension ; il ne leur était de toute façon plus possible de faire vivre le monastère. Les bâtiments sont vendus comme biens nationaux en 1792 et rachetés par l'ancien prieur qui meurt avant de pouvoir en profiter. Le nouveau propriétaire, en 1799, transforme l'abbaye en exploitation agricole, après que la plupart des bâtiments ont été détruits et leurs pierres remployées dans des constructions alentour. L'église est même fouillée, sans succès, à la recherche d'un hypothétique trésor avant que ses voûtes ne soient abattues.
L'abbaye de Beaugerais est répertoriée sous le numéro CCCCXXI (421) par Leopold Janauschek dans l'ouvrage Originum Cisterciensium qu'il consacre en 1877 à la nomenclature des abbayes cisterciennes.
La nef de la première église ainsi que les vestiges d'une galerie de cloître sont inscrits au titre des monuments historiques depuis le 17 janvier 1938. L'abbaye de Beaugerais est la seule des trois abbayes cisterciennes de Touraine qui conserve une partie de son abbatiale.

## Description et architecture

Proposition de plan schématique de l'abbaye de Beaugerais.
Première abbatiale
Cloître
Bâtiments conventuels à l'usage indéfini

Aucun plan de l'abbaye antérieur à sa destruction n'existe ; il n'y a pas non plus d'illustration ancienne représentant l'abbaye. L'abbé Michel Bourderioux en a fait une proposition de restitution en 1984 d'après les descriptions de Michel de Marolles au XVIIe siècle, mais, hormis l'abbatiale et le cloître, aucun des autres aménagements ne peut être identifié avec certitude. Deux documents datés de 1678, des procès-verbaux de visite et des devis de réparation des bâtiments, donnent également une description partielle des aménagements,.
Malgré la pauvreté des sources écrites et la rareté des vestiges en place, les bâtiments de l'abbaye de Beaugerais semblent s'organiser d'une manière habituelle pour une abbaye cistercienne, selon un plan qui associe un pôle spirituel (abbatiale, cloître, bâtiments strictement monastiques) vers le sud-ouest à une unité permettant la vie économique de l'abbaye et l'accueil des visiteurs autour d'une basse-cour au nord-est.
L'examen du cadastre napoléonien (1831) et du cadastre moderne (2014) montre que le bâti n'a subi que très peu d'évolutions dans l'intervalle.

### Abbatiales
La première église abbatiale a été construite sous le vocable de Notre-Dame. Elle ne respecte pas l'orientation traditionnelle est-ouest mais, exploitant la topographie naturelle du terrain, son chœur est tourné vers le nord-est ; elle occupe la partie la plus élevée du site. Seuls des vestiges de la nef de la première abbatiale (XIIe ou XIIIe siècle) sont encore debout et peuvent être décrits avec certitude.
La seconde abbatiale du XIVe siècle a presque totalement disparu après la Révolution française, démantelée par des acheteurs de ce bien national.

#### Nef de la première abbatiale
- Fin du XIIe ou début du XIIIe siècle
- Fin du XIVe ou début du XVe siècle
- XVe ou XVIe siècle
- XIXe siècle

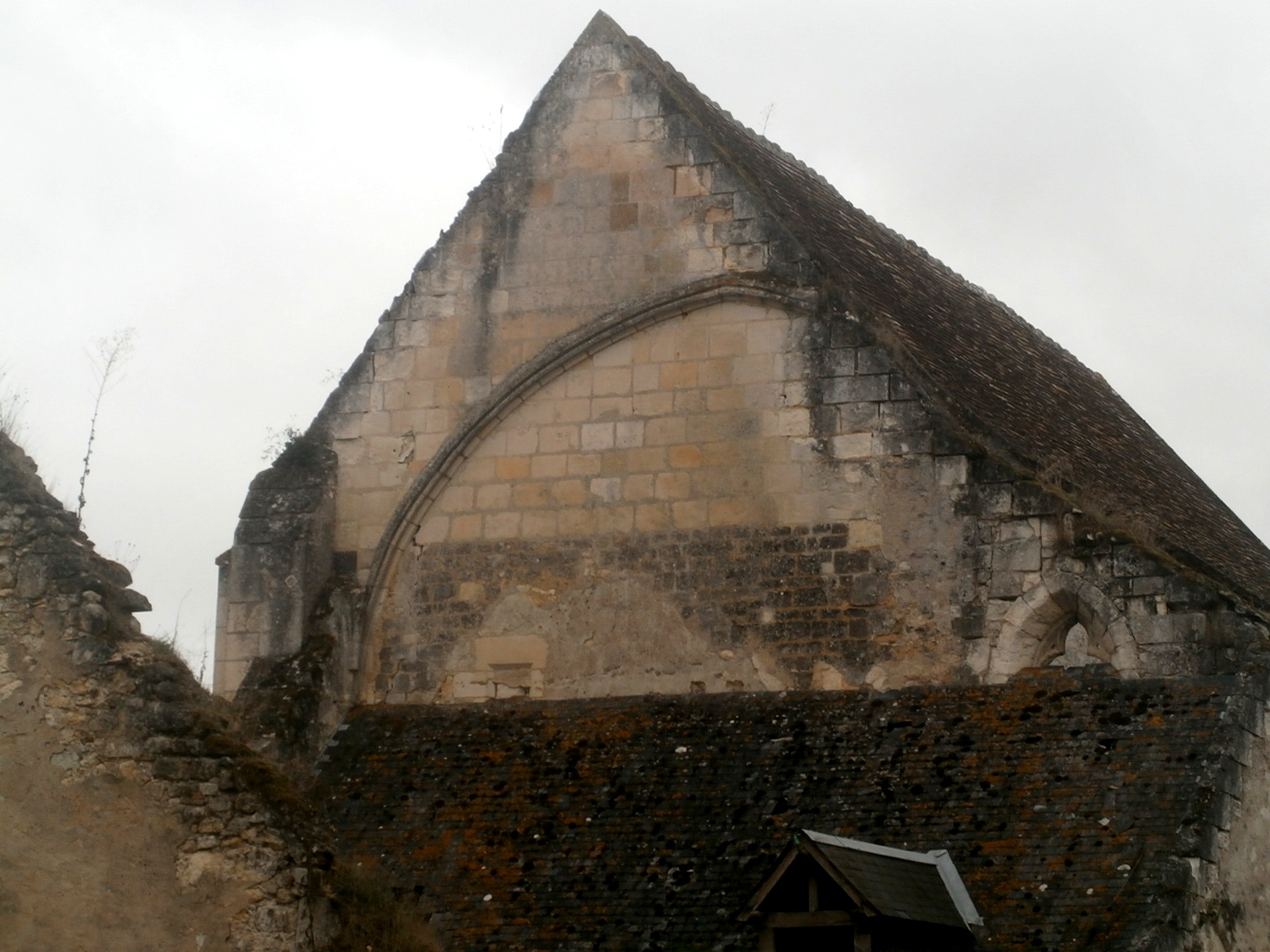
Le pignon nord-est de l'ancienne nef médiévale.

Plan simplifié des vestiges des abbatiales de Beaugerais.
Fin du XIIe siècle ou début du XIIIe siècle
Fin du XIVe siècle ou début du XVe siècle
XVe siècle ou XVIe siècle
XIXe siècle

La nef conservée à l'époque contemporaine a été construite à la fin du XIIe ou au début du XIIIe siècle, cette hypothèse pouvant être formulée par la concordance des sources écrites et du style architectural des chapiteaux. Elle se compose de trois travées de longueurs peu différentes rythmées extérieurement par des contreforts plaqués. Au moins une travée supplémentaire devait la prolonger à l'ouest mais, dans sa configuration actuelle, elle se développe sur une longueur de 18 m pour une largeur inférieure à 8 m. Les murs gouttereaux mesurent un peu moins d'un mètre d'épaisseur, excepté au niveau de la travée la plus au sud, où ils atteignent 1,20 m ; cette disparité n'est pas expliquée. La maçonnerie des murs mêle le moyen appareil régulier qui constitue le dispositif d'origine et les moellons irréguliers issus des campagnes de réfection, ces dernières s'échelonnant jusqu'au XXe siècle. La nef est désormais divisée dans sa hauteur en trois niveaux et un comble, et l'intérieur de l'édifice est fortement modifié par la construction des planchers en bois de remploi et des murs de refend mais l'examen des voûtes permet de confirmer que la nef devait de prolonger à l'ouest (travée supplémentaire ?) et à l'est (transept ?).
Des baies en plein cintre, à raison d'une par travée, certaines partiellement ou totalement murées, percent chacun des murs gouttereaux ; ces baies ne sont pas toutes insérées à la même hauteur dans les murs. Dans la deuxième travée, côté sud-est, une porte permettait d'accéder au cloître. Chaque travée de la nef est voûtée en une croisée d'ogives bombée, dont les joints de l'appareil furent soulignés à l'ocre rouge et jaune ; les supports des voûtes, des piliers engagés, sont plus hauts côté nord et cette dissymétrie n'est pas explicable. Une toiture en tuiles à deux versants et une croupe au sud-ouest complètent l'édifice.
Si le plan général de Beaugerais semble se conformer aux dispositions habituelles des abbayes cisterciennes, le plan de l'abbatiale, à nef unique allongée mais relativement étroite, paraît se rapprocher des constructions grandmontaines ; l'austérité du décor renforce cette impression — les chapiteaux sur lesquels prennent appui les voûtes et un bandeau mouluré en dents de scie courant sous les baies sont les seuls éléments de décor de l'abbatiale. Par contre, le voûtement semble faire appel, de manière inédite pour un édifice cistercien, au gothique angevin.

#### Vestiges potentiels de la seconde abbatiale

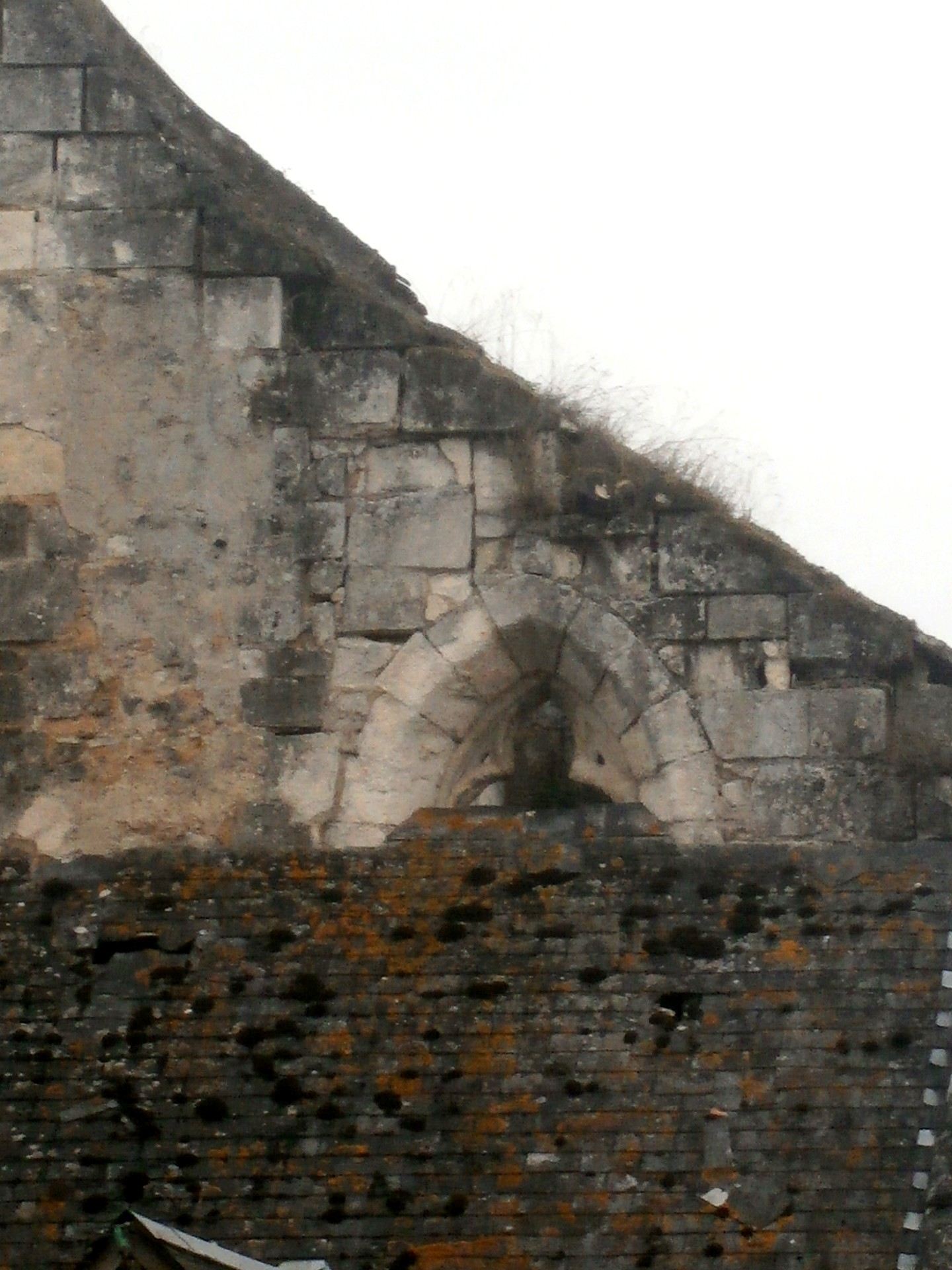
Baie en tiers-point à l'extrémité nord-est de la nef.

Si la nef de la première abbatiale, quoique modifiée, a été conservée, son transept et son chœur ont disparu et les détails de leur construction sont inconnus. De rares vestiges pourraient leur être rattachés selon l'interprétation de Michel Bourderioux, un arc brisé sur le pignon nord-est de la nef, une baie en tiers-point en prolongement puis l'amorce d'un mur en retour d'angle. Ils s'avèreraient plutôt être ceux de la nef et d'un bas-côté de la seconde abbatiale construite vers la fin du XIVe ou au début du XVe siècle à l'emplacement du transept et du chœur du premier édifice. Michel de Marolles précise que cette « nouvelle » église est « [...] bastie en croix selon la forme de plusieurs de l'ordre de Cisteaux, a quatorze toises de long et quatre de large en dedans sur sept de haut » (27 × 8 m pour une hauteur de plus de 13 m). Un clocher en charpente et ardoises, abritant deux cloches à la Révolution, devait prendre place au-dessus de la nef de cette nouvelle abbatiale.
Le plan précis de cette nouvelle abbatiale est inconnu ; il est toutefois très probable, d'après les rares vestiges, que sa nef, dont deux travées sont encore discernables, était construite dans le prolongement de la précédente mais était élargie par l'adjonction de bas-côtés.

### Cloître
Il ne subsiste plus de cet aménagement que quatre piliers dessinant une partie de la galerie septentrionale, contre le mur gouttereau sud-est de l'abbatiale ; ces piliers, massifs en moyen appareil, montés sur un petit mur de moellons, portent encore une partie de la couverture en appentis de la galerie qui s'appuyait sur des corbeaux dans le mur gouttereau de la nef. Ils proviennent peut-être du réaménagement du cloître commandé par Michel de Marolles qui a fait procéder à une réduction de ses dimensions. Même si cette interprétation pose des questions d'ordre architectural, les dimensions du cloître estimées d'après les vestiges archéologiques ne correspondant pas à celles indiquées par Michel de Marolles.

### Autres aménagements conventuels
Connus seulement grâce à des sources écrites, comme celles de Michel de Marolles, les bâtiments ont pu faire l'objet d'une proposition de restitution mais leur emplacement n'a rien d'attesté et leur affectation respective n'est pas connue. Seul un petit pavillon récent équipé d'un four à pain subsiste ; les autres bâtiments cités sont le dortoir et le chauffoir — peut-être construits dans le prolongement du croisillon sud du transept —, la cuisine, le logement du prieur et des constructions annexes, probablement autour du cloître. Michel de Marolles situe son logis abbatial, composé de « deux chambres hautes et deux chambres basses avecques leurs cabinets », dans la partie méridionale de l'enclos conventuel, peut-être indépendant des autres bâtiments. Un jardin, lui aussi cité par Michel de Marolles, prend place dans la partie sud de l'enclos.
Au nord-est de l'enclos abbatial, diverses constructions dont l'édification s'échelonne du XIIe au XVIIIe siècle, granges, écuries, moulin, boulangerie, petite chapelle dédiée à saint Jean destinée aux visiteurs et qui fit l'objet de réparations au XVIIe siècle, devaient constituer la basse-cour. L'ordonnancement de ces constructions, détruites, est inconnu mais les bâtiments modernes construits à leur emplacement en matérialisent encore le plan.
L'un des bâtiments, peut-être le logement des hôtes, victime d'un incendie en 1693, fut reconstruit au tout début du XVIIIe siècle.
Deux cimetières semblent avoir existé : l'un dans l'enclos monastique, réservé aux moines — certaines personnalités ont même obtenu l'autorisation d'être inhumées dans l'abbatiale elle-même — et l'autre à l'extérieur, peut-être à quelques dizaines de mètres au nord-ouest près des bâtiments de la « métairie des Loges », où étaient enterrés visiteurs et pèlerins.

## Rayonnement de l'abbaye
L'abbaye cistercienne de Beaugerais est de petite taille, habitée par un nombre réduit de moines. Aucune source ne paraît attester formellement qu'elle ait pu avoir dans le sud de la Touraine un rayonnement spirituel important, comme ce fut le cas pour ses voisines bénédictine de Villeloin ou cartusienne du Liget. Aucun prieuré qui en dépendrait n'est connu. La seule construction hors de l'abbaye elle-même qui puisse être attribuée aux moines de Beaugerais n'a pas une fonction spirituelle mais purement logistique : c'est la ferme de Gratte-Paille, à 2,5 km au sud de Beaugerais, une grange cistercienne rattachée à l'abbaye probablement peu de temps après sa fondation. Aucun autre édifice ayant la même fonction n'est attesté dans le sud du département.
Pourtant, l'existence de bâtiments, dont une chapelle, et d'un cimetière réservés aux visiteurs semble indiquer que Beaugerais exerçait une influence sur les populations avoisinantes, d'une nature et dans un périmètre qu'il n'est pas possible de définir. Il est en outre indiqué qu'au XVIIe siècle « des processions et une foire annuelle y attiraient certains jours une quantité de gens ».

## Abbés de Beaugerais

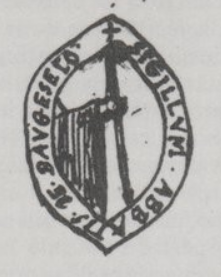
Sceau des abbés de Baugerais aux.

Au regard des sources disponibles et depuis son intégration à l'ordre de Cîteaux, trente-cinq abbés se sont succédé à l'abbatiat de Beaugerais, dix-neuf avec la charge d'abbé régulier de 1173 à 1472, seize au titre d'abbé commendataire de 1473 à 1790, deux de ces derniers ayant exercé deux mandats séparés par une interruption.
Certains abbés commendataires étaient des laïcs. Claude de la Rue, pour sa part, présente la particularité d'avoir été, au moins pendant quatre ans, entre 1560 et 1564, à la tête d'une abbaye catholique alors qu'il était de confession protestante. Trois des abbés de Beaugerais ont également dépendu de l'abbaye de Louroux, ce qui s'explique par les liens particuliers unissant les deux établissements. Pour certains abbés de Beaugerais, les dates d'abbatiat sont inconnues ; pour d'autres, seule une date dans le courant de leur mandat est attestée,.
Aux XIIe et XIIIe siècles, les abbés de Beaugerais ont tous utilisé le même sceau en navette représentant un bras sortant d'une manche et tenant une crosse et portant l'inscription « + SIGILLVM.ABATTIS.DE.BEAVGESEIO. » (sceau de l'abbé de Beaugerais).

## Études historiques et archéologiques récentes
Réalisées dans la seconde moitié du XXe siècle, trois études permettent de mieux comprendre l'histoire et l'architecture de Beaugerais.
En 1970-71, l'historien dom Guy-Marie Oury s'attache à étudier les fondations religieuses d'origine érémitique en Indre-et-Loire, parmi lesquelles l'abbaye de Beaugerais, dont il décrit l'histoire dans ses premières décennies d'existence au travers de l'analyse des archives écrites. L'étude est publiée dans la Revue Mabillon.
En 1984, l'abbé Michel Bourderioux, historien et curé de Loché-sur-Indrois, publie dans le Bulletin de la société archéologique de Touraine (SAT) un long article consacré à l'histoire et à l'architecture de l'abbaye.
En 1998-1999, Franck Tournadre, dans le cadre de son mémoire de maîtrise universitaire d'histoire de l'art et d'archéologie sur les abbayes cisterciennes de Touraine, réalise une étude archéologique affinée de l'abbaye et une relecture des textes anciens, ce qui lui permet de revoir la chronologie de l'abbaye et l'ordonnancement de son architecture ; si son mémoire n'a pas été intégralement publié, il en synthétise les principales informations dans un article paru, lui aussi, dans le bulletin de la SAT, en 2000.